# Ochtinskoje
Ochtinskoje (russisch Охтинское, deutsch Jonasthal) ist ein verlassener Ort im Rajon Nesterow der russischen Oblast Kaliningrad.
Die Ortsstelle befindet sich drei Kilometer westnordwestlich von Jasnaja Poljana ((Groß)-Trakehnen).

## Geschichte
Jonasthal war spätestens seit dem 18. Jahrhundert ein königliches Vorwerk zum Gestüt Trakehnen. 1874 wurde Jonasthal zum eigenständigen Gutsbezirk, der namensgebend für einen neu gebildeten Amtsbezirk im Kreis Gumbinnen wurde. Diesem gehörten an außerdem die ebenfalls als vormalige Vorwerke des Gestüts Trakehnen zu Gutsbezirken gewordenen Guddin (nicht mehr existent), Jodszlauken (nach 1938 Domhardtshof, nicht mehr existent) und Mattischkehmen (russisch nach 1945 Sowchosnoje). 1929 wurden diese vier Gutsbezirke zur Landgemeinde Klein Trakehnen zusammengeschlossen.
1945 kam der Ort in Folge des Zweiten Weltkrieges mit dem nördlichen Ostpreußen zur Sowjetunion. 1950 erhielt Jonasthal wieder eigenständig den russischen Namen Ochtinskoje und wurde dem Dorfsowjet Tschkalowski selski Sowet im Rajon Nesterow zugeordnet. Ochtinskoje wurde vor 1975 aus dem Ortsregister gestrichen.

## Einwohnerentwicklung
| Jahr | Einwohner | Bemerkungen                      |
| ---- | --------- | -------------------------------- |
| 1871 | 180       | als Vorwerk zum Gestüt Trakehnen |
| 1885 | 148       |                                  |
| 1905 | 210       |                                  |
| 1910 | 204       |                                  |
| 1925 | 178       |                                  |

## Kirche
Jonasthal gehörte zum evangelischen Kirchspiel Szirgupönen.